# 1175
Năm 1175 trong lịch Julius.

## Sinh
- Hungary II, Vua Hungary (mất 1235)
- Frederick I của Áo(mất 1198)
- Robert Grosseteste, người Anh, nhà thần học và Giám mục (khoảng ngày;mất 1253)
- Fibonacci, nhà toán học người Ý (khoảng ngày;mất 1250)
- Otto IV, Hoàng đế La Mã Thần thánh (mất 1218)
- Roger III của Sicilia (mất 1194)
- Michael Scot, nhà toán học và nhà chiêm tinh người Scotland (mất 1232)

## Mất
Lý Anh Tông vị vua thứ 6 của Nhà Lý